# Chiesa della Natività di Maria Vergine (Bondeno)
La chiesa della Natività di Maria Vergine di Stellata è la parrocchiale di Stellata, frazione di Bondeno in provincia di Ferrara. Appartiene al vicariato del Beato Giovanni Tavelli da Tossignano dell'arcidiocesi di Ferrara-Comacchio e risale alla fine del XIV secolo.

## Storia
L'antica Goltarossa (poi chiamata Stellata a partire dal XVI secolo), occupò a lungo un ruolo determinante nel controllo territoriale dei domini degli Este, in particolare per la presenza della sua Rocca possente costruita su una pianta a forma di stella. Lo stesso Ercole I d'Este vi si recò durante la guerra con Venezia, attorno al 1482. A breve distanza da questa sorgeva una primitiva parrocchiale che fu oggetto di varie demolizioni e successive ricostruzioni.
Uguccione dei Contrari, nobile al servizio dei marchesi estensi, in particolare di Niccolò III d'Este, fece costruire l'edificio che ci è pervenuto attorno al 1448.
In seguito alla chiesa non vennero apportate modifiche delle quali ci sia giunta informazione sino alla metà del XX secolo, quando il pavimento della sala venne rifatto, poiché ancora nel secolo precedente il suo stato era definito deplorevole.
Durante il terremoto dell'Emilia del 2012 i danni subiti sono stati notevoli rendendo l'edificio inagibile ed è stato attuato un intervento urgente di messa in sicurezza della torre campanaria che si trovava in pericolo di crollo. Durante i restauri all'interno della sala sono stati rinvenuti importanti tracce di decorazioni ad affresco sulle pareti della cappella dedicata al Santo Rosario, che probabilmente risalgono al XV secolo o ai primi anni del secolo successivo.

## Descrizione

### Esterni
La facciata a capanna in cotto ferrarese a vista è caratterizzata da quattro lesene che la ripartiscono in tre parti. Nel settore centrale si trova il portale di accesso architravato e, in asse, sopra si trova una piccola nicchia quadrangolare cieca e una grande finestra rettangolare che porta luce alla sala. In alto si trova il grande frontone triangolare timpanato. La torre campanaria si trova distanziata, sulla destra.

### Interni
La navata interna è unica ed ampliata dalle grandi cappelle laterali asimmetriche poste solo sul lato destro. La copertura interna è a capriate e il presbiterio è leggermente rialzato.